# Agustín de Luque y Coca
Pour les articles homonymes, voir Luque et Coca (homonymie).
Luque y Coca est un nom espagnol. Le premier nom de famille, en général paternel, est Luque ; le second, en général maternel, souvent omis, est Coca.
Agustín de Luque y Coca, né le 1er octobre 1850 à Malaga et mort le 14 octobre 1937 à Hendaye, est un militaire et homme politique espagnol.